# 神奈川県道209号観音崎環状線
神奈川県道209号観音崎環状線（かながわけんどう209ごう かんのんざきかんじょうせん）は、神奈川県横須賀市を起点・終点とする一般県道。三浦半島東端の観音崎周辺を周回する。

## 概要

### 路線データ
- 全長：6.1km
- 起点：横須賀市馬堀町・馬堀海岸 馬堀交番前交差点（北緯35度15分38.2秒 東経139度42分13秒、神奈川県道208号浦賀港線）
- 終点：横須賀市浦賀町 浦賀駅前交差点（北緯35度15分1.8秒 東経139度42分54秒、神奈川県道208号浦賀港線）
- Google マップ ※一方通行区間が含まれるため終点→起点方向に記述

## 路線状況

### 重複区間
- 信号無交差点（走水） - 走水港付近（国道16号）

## 地理

### 通過する自治体
- 神奈川県横須賀市

### 経路および交差する道路・鉄道路線
- 横須賀市
  - 馬堀交番前交差点（神奈川県道208号浦賀港線）
  - 走水トンネル（北緯35度15分45.2秒 東経139度43分1.5秒、起点方向への一方通行）
  - 信号無交差点（走水）（北緯35度15分45.8秒 東経139度43分10.6秒、国道16号）
  - 走水港付近（北緯35度15分40.1秒 東経139度44分10.5秒、国道16号）
  - 鴨居トンネル（北緯35度15分20.4秒 東経139度44分18.5秒 / 北緯35.255667度 東経139.738472度）・新鴨居トンネル（北緯35度15分20.4秒 東経139度44分19.4秒 / 北緯35.255667度 東経139.738722度）
  - 浦賀駅前交差点（神奈川県道208号浦賀港線）

### 周辺の主な施設
- 京浜急行電鉄本線 馬堀海岸駅
- 横浜横須賀道路 馬堀海岸IC
- 防衛大学校
- 走水海岸
- 走水港
- 観音崎公園
- 鴨居港
- 浦賀港
- 横浜横須賀道路 浦賀IC
- 京浜急行電鉄本線 浦賀駅